# Kenda Rubber Industrial Company
Kenda Rubber Industrial Company (大工業 股份有限公司S, Gōngyè Gǔfèn Yǒuxiàn GōngsīP), o semplicemente Kenda, è un produttore di pneumatici con sede a Taiwan. 
Fondata nel 1962, possiede stabilimenti di produzione a Taiwan, in Cina e in Vietnam. Producono pneumatici per biciclette, motocicli, fuoristrada, rimorchi, veicoli stradali e industriali.
Kenda è stato il 27° produttore di pneumatici al mondo nel 2010.